# تسلبووو
تسلبووو (به لهستانی:  Celbowo) یک روستا در لهستان است که در گمینا پوتسک واقع شده‌است. تسلبووو ۵۰۵ نفر جمعیت دارد.